# NGC 6162
NGC 6162 est une lointaine et vaste galaxie lenticulaire située dans la constellation d'Hercule. Sa vitesse par rapport au fond diffus cosmologique est de 11 211 ± 30 km/s, ce qui correspond à une distance de Hubble de 165 ± 12 Mpc (∼538 millions d'al). NGC 6162 a été découverte par l'astronome français Édouard Stephan en 1870.